# جون غارتنر
جون غارتنر (بالإنجليزية: John Gartner)‏ هو ناشر أسترالي، ولد في 1914، وتوفي في 29 يناير 1998.